# Списак музичких албума објављених у 2024. години
Овај чланак садржи списак музичких албума који су објављени током 2024. године.

## Април
| Датум     | Извођач(и)       | Назив албума |
| --------- | ---------------- | ------------ |
| 5. април  | The Black Keys   |              |
| 12. април | Blue Öyster Cult |              |

## Јун
| Датум   | Извођач(и)           | Назив албума |
| ------- | -------------------- | ------------ |
| 7. јун  | Bon Jovi             |              |
| 21. јун | The Dangerous Summer |              |

## Август
| Датум      | Извођач(и)                  | Назив албума |
| ---------- | --------------------------- | ------------ |
| 2. август  | Anberlin                    |              |
| 30. август | Nick Cave and the Bad Seeds |              |

## Септембар
| Датум         | Извођач(и)           | Назив албума |
| ------------- | -------------------- | ------------ |
| 6. септембар  | George Strait        |              |
| 27. септембар | Bring Me the Horizon |              |